# Gérard Gnanhouan
Gérard Amoukou Gnanhouan (ur. 12 lutego 1979 w Adzopé) – piłkarz z Wybrzeża Kości Słoniowej występujący na pozycji bramkarza, reprezentant swojego kraju.
Gnanhouan rozpoczynał swoją karierę piłkarską we Francji po wyjeździe ze swojej ojczyzny. Występował w Ligue 2 w barwach EA Guingamp oraz w Ligue 1 w barwach FC Sochaux-Montbéliard, w którym nie zawsze występował w podstawowym składzie. W 2005 przeniósł się do klubu Ligue 2 Montpellier HSC. Grał tam przez rok i latem 2006 został bramkarzem US Créteil. W sezonie 2008/2009 grał w ES Fréjus, a następnie przeszedł do Vannes OC.

## Kariera reprezentacyjna
W reprezentacji Wybrzeża Kości Słoniowej Gérard Gnanhouan rozegrał do tej pory 6 meczów. Występował w eliminacjach do Mistrzostw Świata 2006, jednak stracił miejsce w składzie na rzecz Jeana-Jacques’a Tizié po porażce 2:3 z Kamerunem we wrześniu 2005. W 2006 był rezerwowym bramkarzem na Pucharze Narodów Afryki (2. miejsce) oraz Mistrzostwach Świata w Niemczech, z których jego drużyna odpadła po fazie grupowej.